# Aleksandr Jakoesjev
Aleksandr Sergejevitsj Jakoesjev (Russisch: Александр Сергеевич Якушев) (Balasjicha, 2 januari 1947) was een Sovjet-Russisch ijshockeyer. 
Jakoesjev won tijdens de Olympische Winterspelen 1972, Olympische Winterspelen 1976 de gouden medaille.
In totaal werd Jakoesjev zevenmaal wereldkampioen.
Jakoesjev speelde van 1964 tot en met 1980 voor HC Spartak Moskou, daarna nog 3 seizoenen in Oostenrijk.